# Lumberland
Lumberland è un comune degli Stati Uniti d'America, situato nello stato di New York, nella contea di Sullivan.